# Pommesberg
Der Pommesberg ist ein 1287 m ü. A. Gipfel im Östlichen Grazer Bergland in der Steiermark.

## Lage und Landschaft
Der Berg erhebt sich gut 10 Kilometer nördlich von Weiz, zwischen dem Passailer Becken bei Sankt Kathrein am Offenegg westlich und dem Tal des Naintschbachs bei Anger östlich. Er gehört zum zentralen Kamm des Weizer Berglands, der sich vom Plankogel zum Hohen Zetz (1264 m ü. A.) zieht. Nördlich liegt nach dem Sattel Schönes Kreuz (ca. 1200 m) das Feichteck (1242 m ü. A.), südlich nach der Einsattelung der Bendlerhöhe (ca. 1210 m), der Eibisberg (1252 m) mit gleichnamigem Ort, und dann der Zetz (1274 m ü. A.).
Die bewaldete Kuppe erhebt sich etwa 600 Meter über den Boden des Passailer Beckens. Am Westhang des Kamms liegt St. Kathrein. Oberhalb davon entspringt bei Oberhollerbach der Hollerbach. Südöstlich geht bei Zeil der Lambach ebenfalls zum Weizbach. Nordöstlich entspringt der Naintschbach am Schönen Kreuz, südöstlich der ihm zufließende Brunnadergraben bei Prettenhof.

## Geologie
Der Berg bildet sich aus dem Passailer Phyllit des Grazer Paläozoikums, sein Gipfel ist eine Scholle Hundsbergquarzit. Die Passailer Formationen werden als vulkanisch-tektonisches Ereignis in den etwa 450 bis 350 Millionen Jahre alten Meeresablagerungen verstanden. Südlich bei Eibisberg steht schon Schöcklkalk an, am östlichen Fuß bei Prettenhof Hochschlag-Kalk und Schwarzschiefer der Tonschiefer-(Schöcklkalk-)Fazies.

## Erschließung und Wege
Das Gebiet ist ein leichtes Wandergebiet, die Aufstiege betragen etwa 1½ bis 2½ Stunden, vom Parkplatz in Eibisberg nur eine gute halbe Stunde. Am Kamm verläuft ein Höhenweg, auch sonst sind viele Forstwege ausmarkiert. Der Gipfel selbst wird kaum begangen und ist ohne Wegmarkierung und Gipfelkreuz.
Auf der Bendlerhöhe liegt das Naturfreundehaus Bendlerhöhe, eine Selbstversorgerhütte (Lage).
Der Berg gehört zum Naturpark Almenland und zum Landschaftsschutzgebiet des Almenlandes, der Fischbacher Alpen und des Grazer Berglandes.
Unterhalb bei Prettenhof gab es einen kleinen Schilift, der seit einiger Zeit nicht mehr betrieben wird.